# Křížovcovití
Křížovcovití (Ariidae) jsou čeleď sumců. K červnu 2025 se dělí do třech podčeledí, z toho podčeledi Galeichthyinae a Bagreinae zahrnují po jediném rodu a podčeleď Ariinae zahrnuje 40 rodů. Celkový počet druhů přesahuje 150. Křížovcovití se vyskytují v teplých pobřežních vodách. Jde o mořské ryby, ačkoli některé druhy během života vplouvají do sladkých vod, jiné pak žijí ve sladké vodě trvale. Rody z podčeledi Ariinae vykazují nápadnou regionalizaci, kdy se vyskytují buďto pouze v Africe, Asii a Oceánii, anebo v Americe. Fosilní záznam této čeledi sahá až do svrchní křídy.
Někteří zástupci křížovcovitých mohou dosahovat značných rozměrů, křížovec rudomořský (Netuma thalassina) dorůstá maximální délky 185 cm. Vyznačují se třemi, zřídkavěji dvěma páry vousků, vidlicovitou ocasní ploutví, přítomností tukové ploutvičky a ostny ve hřbetní ploutvi a prsních ploutvích. Jmenované trny jsou ostře zubaté a při neopatrné manipulaci o ně hrozí poranění. Řitní ploutev má 14–40 měkkých paprsků.
Křížovcovití kladou poměrně velké jikry, které mohou měřit až 10 mm. Samci je až do vylíhnutí schraňují v tlamě a během této doby nepřijímají potravu. Jde o sdílený odvozený znak celé této čeledi, který snad může stát i za její druhovou početností. Zajímavým rysem této čeledi je také produkce zvuků, které křížovci vydávají kůstkami ploutví a zesilují plynovým měchýřem.
Křížovcovití patří mezi hospodářsky významné ryby. Jméno jim vynesl vzhled lebky, která připomíná krucifix – zejména v Jižní Americe se pomalované lebky prodávají i na tržištích. V akváriích se chová zejména křížovec Seemannův (Ariopsis seemanni), byť v zajetí se nerozmnožuje a problémem může být jeho velmi rychlý růst. Většina druhů není ohrožena vyhynutím, byť IUCN k červnu 2025 pokládá celkem 3 druhy za kriticky ohrožené, 2 druhy za ohrožené a 5 druhů za zranitelných.